# Jan David
Jan David (Kortrijk, 1546 – Antwerpen, 9 augustus 1613) was een Zuid-Nederlands jezuïet, dichter, toneelschrijver, prozaïst en polemist, auteur van talrijke apologetische boeken, waarin hij de contrareformatie steunde en het calvinisme aanviel.

## Levensloop
David begon zijn universitaire opleiding in Leuven met studies wijsbegeerte (1564 & 1565), gevolgd door theologie (1566-68) onder de leiding van Cornelius Jansenius. In 1568 werd Jansenius tot bisschop van Gent benoemd en hij nam David mee als zijn secretaris. In 1570 wijdde hij hem tot priester. In 1571 werd David regent in de H. Geestschool in Kortrijk en in 1576 werd hij pastoor van de tweede portie in de Sint-Martinuskerk van deze stad. Bij de inname van Kortrijk door de calvinisten vluchtte hij naar Douai. In 1580 was in Kortrijk het katholiek bestuur hersteld en hernam hij zijn bediening. In 1581 nam hij afscheid van zijn parochianen en trad in bij de jezuïeten in Luik. Voortaan begon hij aan het soort nomadenleven dat het jezuïetenbestaan kenmerkte.
In 1583 was hij weer in Kortrijk en werkzaam in de zielzorg (1583-1586) en vervolgens was hij stichter en eerste rector van het jezuïetencollege in Kortrijk (1586-1590). Daarna was hij overste van de jezuïetenresidentie in Brussel (1590-1593), resident in het jezuïetencollege in Gent (1593-1602), vanaf 1598 als rector, vervolgens verblijvend in de residenties van Ieper (1603-1609), Kortrijk (1609-1613) en Antwerpen (1613) waar hij na enkele maanden overleed.
Daarnaast werd hij een bijzonder actief en strijdlustig auteur die de katholieke kerk verdedigde tegen haar belagers en meteen zelf, in contrareformatorische zin, ten strijde trok tegen protestanten, oudkatholieken, jansenisten en andere critici van de Kerk. Meteen schreef hij ook om zijn katholieke geloofsbroeders in contrareformatorische zin te onderrichten. De talrijke boeken die hij schreef, hetzij in het Latijn, hetzij in het Nederlands, tussen 1595 en 1611, kenden succes dankzij hun volkse stijl en werden vaak heruitgegeven. Er volgden vertalingen in het Duits, het Pools en het Italiaans.
David schreef vaak onder pseudoniemen (soms anagrammen) zoals Divoda Jansen, Donaes Indinau en Jason Petronius.

## Publicaties
- Wijsheyt der simpel christenen, Brussel, Velpius, 1595.
- Kettersche spinnekoppen, 1595.
- Den Christelijken Waerseggher, 1597.
- Christelycke Biekorf, 1600.[2]
- Veredicus christianus, Antwerpen, Moretus, 1601.
- Den Christelicken Waerseggher, Antwerpen, Moretus, 1603.
- Domphoore der Hollandschen fackel, 1602.
- Den Doolhof der Ketteren, 1603.
- Den Schildwachte tegen de valsche Waersegghers, 1603.
- Occasio arrepta. Neglecta, 1605.
- Dompe-trompe op het nieuw register van 's Hertogenbosch (...), 1606.
- Lof van wysheyd en de goedgeluck, poëzie, Antwerpen, 1606.* Bloemhof der kerckelicke ceremoniën, 1607.
- Toetssteen tot beproevinghe ende oeffeninghe, 1607.
- Den christelijken huyshouder, 1607.
- Beweeringhe van der eere ende mirakelen der hoogh verheven Moeder Gods Maria, 1607.
- Bloemhof der kerkelicker ceremoniën, 1607.
- Paradisus sponsi et sponsae, 1607.
- Vryghelyde tot ontlastinghe van conscientie, 1609.
- Den ketterschen vleeschpot der smoorenden onkuisheyt, 1610.
- Duodecim specula, 1610.
- Postillon van den Roskam der vermolmder eselinne van W. Teelinck, 1611.[3]
- Nieuwe tijdinghe van den duivel ende dry notabele persoonen, 1611.
- Historie van de kettersche kerke, 1611.
- Amputandum putabam, 1612.

## Voetnoten
1. 1 2 3 4  BnF-normbestand; geraadpleegd op: 12 april 2022; BnF-identificatiecode: 12248938q.
2. ↑  Een refutatie van de Biecorf van Marnix van Sint Aldegonde
3. ↑  Een bijtende repliek op een werk van de predikant van Hamstede bij Haarlem.

- Biblioteca Nacional de España: XX4890215
- Bibliothèque nationale de France: cb12248938q (data)
- Biografisch Portaal: 57751935
- Digitale Bibliotheek voor de Nederlandse Letteren: davi002
- Gemeinsame Normdatei: 104301325
- International Standard Name Identifier: 0000 0001 0910 519X
- Library of Congress Control Number: nr2003027740
- Nationale Bibliotheek van Tsjechië: xx0094095
- Nederlandse Thesaurus van Auteursnamen: 070791775
- Réseau des bibliothèques de Suisse occidentale: 02-A000047187
- Istituto Centrale per il Catalogo Unico: BVEV070746
- LIBRIS: 277469
- Système universitaire de documentation: 031234453
- Virtual International Authority File: 66522352
- WorldCat: E39PBJmDq6y6p9GY9g9GmGkkXd